# 117 km (rejon łużski)
117 km (ros. 117 км) – przystanek kolejowy w pobliżu miejscowości Piesocznyj Moch, w rejonie łużskim, w obwodzie leningradzkim, w Rosji. Położony jest na linii Petersburg – Newel – Witebsk.